# Giant Steps
| Recensione            | Giudizio |
| --------------------- | -------- |
| AllMusic              |          |
| Penguin Guide to Jazz |          |
| Rolling Stone         |          |
| Virgin Encyclopedia   |          |

Giant Steps è il quinto album di John Coltrane pubblicato nel 1960 dalla Atlantic Records. Fu il primo grande successo personale di John Coltrane, considerato uno dei suoi capolavori oltreché uno dei dischi più importanti della storia del jazz tanto che nel 2004 fu scelto dalla Biblioteca del Congresso, assieme ad altre registrazioni, per far parte della propria collezione di registrazioni nazionali e, dal 2003, è stato inserito dalla rivista Rolling Stone alla posizione n. 232 della lista dei migliori 500 album di sempre.

## Descrizione

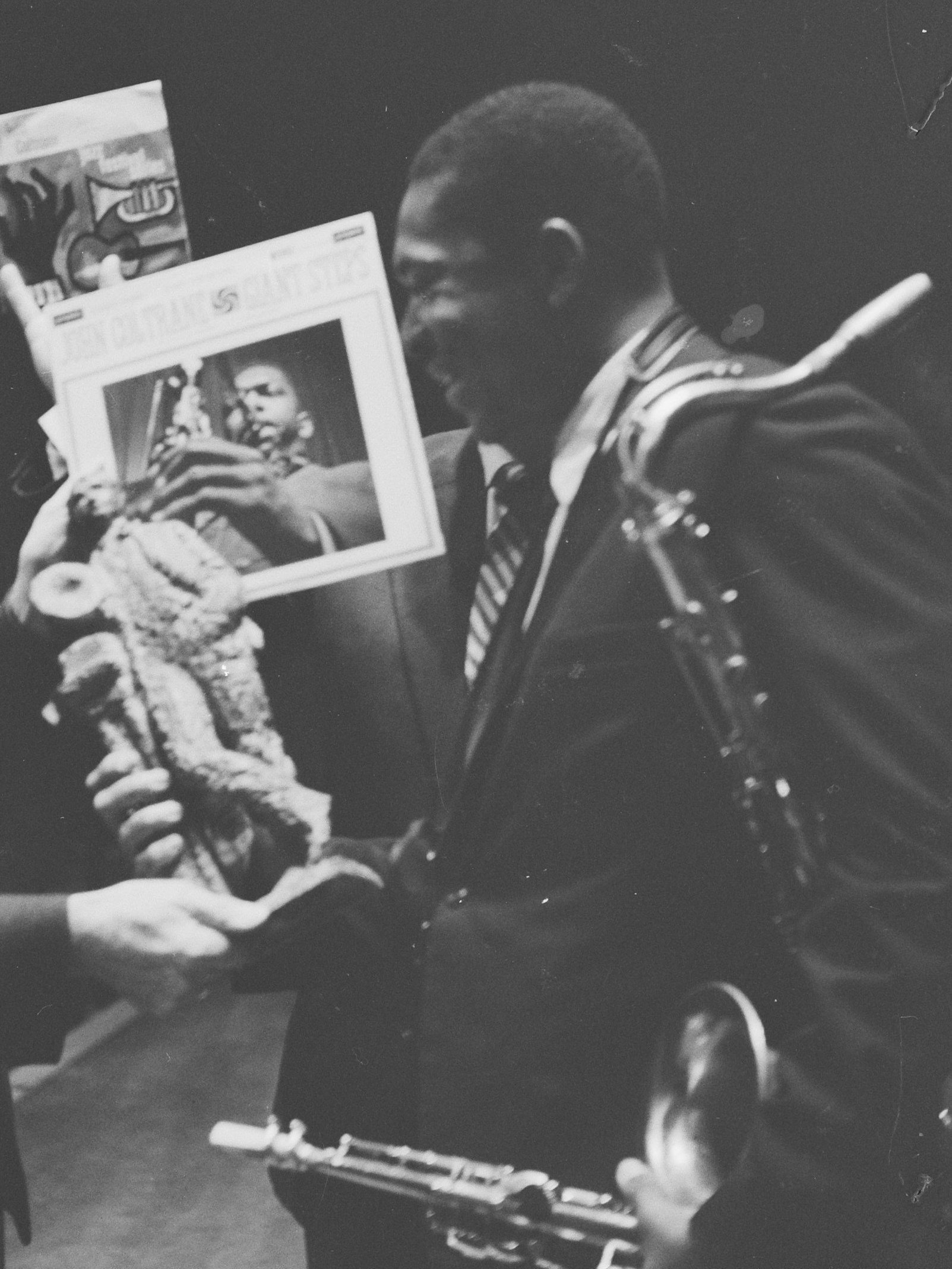
Coltrane riceve il premio Edison per Giant Steps, novembre 1961

Fu il suo primo album per la Atlantic Records e il primo interamente costituito da proprie composizioni. In questo disco, inoltre, Coltrane portò a nuovi traguardi lo stile improvvisativo che fu definito sheets of sound, "fogli di suono". Questo album rappresenta anche la definitiva uscita di Coltrane dallo stile hard bop e la sua entrata, come esecutore e compositore, nel jazz modale. Alcuni dei brani dell'album divennero degli standard: Naima, dedicato alla moglie, Giant Steps, Cousin Mary, Countdown e Mr. P.C. (un velocissimo e dinamico blues minore dedicato al bassista Paul Chambers).
Il brano che dà il nome all'album, Giant Steps è costruito su una progressione armonica basata su intervalli di terza maggiore (i "passi da gigante" cui si riferisce il titolo). Si tratta di una progressione molto insolita e di grande difficoltà per i solisti.
Coltrane la sviluppò a partire da un esercizio che aveva scritto per lo studio dello strumento e ne utilizzò i principi per diversi altri brani, tra cui Countdown (il cui schema deriva dal brano Tune Up di Miles Davis, sullo stesso album).
A seguito del grande successo dell'album e del brano (che divenne un banco di prova delle capacità tecniche di un solista jazz), questa caratteristica progressione è diventata un classico, spesso indicata come "Coltrane Changes" o "Coltrane Matrix".

## Tracce
Testi e musiche di John Coltrane.
1. Giant Steps – 4:43
2. Cousin Mary – 5:45
3. Countdown – 2:21
4. Spiral – 5:56
5. Syeeda's Song Flute – 7:00
6. Naima – 4:21
7. Mr. P.C. – 6:57

### Bonus track ristampa CD 1998
1. Giant Steps (Alternate Version, Take 1, Incomplete) - 3:40 (*)
2. Naima (Alternate Version, Take 1, Incomplete) - 4:27 (*)
3. Cousin Mary (Alternate Take) - 5:54 (*)
4. Countdown - 4:33 (*)
5. Syeeda's Song Flute (Alternate Take) - 7:02 (*)
6. Giant Steps (Alternate Version, Take 2, False Start) - 3:32 (**)
7. Naima (Alternate Version, Take 2, False Start) - 3:37 (**)
8. Giant Steps (Alternate Take) - 5:00 (**)

- (*) Registrazioni alternative, pubblicate per la prima volta in Alternate Takes, 1974 (Atlantic Records).
- (**) Registrazioni alternative, pubblicate per la prima volta in: John Coltrane: The Heavyweight Champion, The Complete Atlantic Recordings, agosto 1995 (Rhino Records).
- Tracce 1-5, 10-12 e 15 registrate il 4 e 5 maggio 1959. Traccia 6 registrata il 2 dicembre 1959. Tracce 8, 9, 13-14 registrate il 1º aprile 1959 (o 26 marzo secondo alcune fonti).

## Formazione
- Tracce 1-5, 10-12 e 15:
  - John Coltrane - sassofono tenore
  - Tommy Flanagan - pianoforte
  - Paul Chambers - contrabbasso
  - Art Taylor - batteria
- Traccia 6:
  - Wynton Kelly - pianoforte
  - Jimmy Cobb - batteria
- Tracce 8, 9, 13 e 14:
  - Cedar Walton, pianoforte
  - Lex Humphries, batteria

## Edizioni
- 1960 (Atlantic Records, LP 1311)
- 1990 (Atlantic Records, CD rimasterizzato, tracce addizionali su 8-12)
- 1994 (Mobile Fidelity Sound Lab, Gold CD tracce addizionali su 8-12)
- 1998 (Rhino Records, Deluxe Edition CD tracce addizionali su 8-12 e 13-15; vinile da 180 grammi senza tracce addizionali)

## Curiosità
- Il cestista Kareem Abdul-Jabbar diede lo stesso titolo di questo album alla propria autobiografia (scritta assieme a Peter Knobler).